# کانرود (کازرون)
کانرود (کازرون)، روستایی از توابع بخش جره و بالاده شهرستان کازرون در استان فارس ایران است. 
مردم روستای کانرود فارس هستند و به زبان فارسی(آمیخته به لهجه محلی) صحبت میکنند.
کانرود به معانی معدن رود است شاید انتخاب این نام به خاطر رودخانه ای پرخروش و زیبا است که از کنار آن می گذرد. 
از ویژگی های اخلاقی بارز مردم روستا  مهمان نوازی و دستگیری از فقرا بوده به طوری که در ایام برداشت محصولات کشاورزی سیلی از افراد نیازمند به سوی روستا سرازیر می شد که با استقبال خوبی از مردم روستا مواجهه می‌شدند.
```
این روستا در ۶۰کیلومتری شهرستان کازرون بخش جره وبالاده قرار گرفته است. شغل ساکنان این روستا بیشتر کشاورزی و 
دامداری
 می باشد. اما جالب است بدانید تعداد افراد تحصیلکرده در این روستا نسبت به سایر روستاهای منطقه بیشتر می باشد بطوریکه نیمی از اعضای خانواده در این روستا برای ادامه تحصیل و شغل مورد نظر خود به شهر مهاجرت کرده اند.روستای کانرود بر روی یک تپه ای قرار گرفته که در ۵۰۰متری خود رودخانه جره عبور می کند شرق این روستا ودر ۵کیلومتری آن روستای نرگسی و در جنوب آن روستای گیخ قرار گرفته است واز شمال به رشته کوههای زاگرس که به کوههای “باهیم “معروف است محدود شده است. نا گفته نماند در شرق این روستا سد مخزنی نرگسی قرار گرفته که امید است در آینده نه چندان دور به بهره برداری برسد. سابقه سکونت در روستای کانرود با توجه به سنگ نوشته های روی قبور قدیمی، در مکان فعلی تقریبا ۵۰۰ سال است اما از آثار و ابنیه تاریخی اطراف آن میتوان حدس زد که از دوران ساسانی این منطقه رونق داشته است آثاری که متأسفانه سازمان میراث فرهنگی حتی از وجود آنها بی‌خبر است.
```

## جمعیت
این روستا در دهستان جره قرار دارد و براساس سرشماری مرکز آمار ایران در سال ۱۳۸۵، جمعیت آن ۲۵۳ نفر (۵۳خانوار) بوده‌است.